# Nome do meio
Em várias culturas, os nomes das pessoas incluem um ou mais nomes do meio, incluídos no nome completo entre o primeiro nome e o sobrenome. Na cultura lusófona, principalmente em Portugal e no Brasil, o nome do meio compõe o apelido de família (sobrenome) de forma que o sobrenome de uma pessoa frequentemente é, de fato, composto por múltiplos nomes.
Nos países de cultura portuguesa, o nome do meio geralmente é um dos sobrenomes de solteira da mãe. Desta forma, o nome completo é construído como na maior parte da Europa Latina e Escandinávia, primeiro(s) nome(s), seguido de forma opcional de um ou mais nomes do meio (geralmente um sobrenome da mãe), seguido do sobrenome de família do pai (com exceção da Espanha e dos demais países de língua espanhola, onde o sobrenome da mãe é o último). Este costume contrasta com o existente em países de cultura Anglo-Saxônica (EUA, Reino Unido, Austrália etc.), Germânica e Eslava, onde o nome do meio é dado no nascimento juntamente com o primeiro nome.
É comum omitir o(s) nome(s) do meio em situações menos formais, de forma a figurar apenas o primeiro (nome próprio ou prenome) nome e o sobrenome do pai. No entanto, também é comum as pessoas utilizarem o nome do meio nesta forma reduzida, principalmente quando o último nome é muito comum. Por exemplo, Ayrton Senna da Silva, é sempre reduzido para apenas "Ayrton Senna", Arlete Sales Lopes, é reduzido para "Arlete Salles" e  Angelina Jolie Voight, é reduzido para apenas "Angelina Jolie".
No caso em que a pessoa possui mais de um prenome, a abreviatura pode ser realizada da mesma forma, incluindo ou não todos os prenomes. Por exemplo, para alguém chamado João Carlos Oliveira Costa, a forma reduzida seria "João Carlos Costa", apenas "João Costa", "João Carlos Oliveira", "Carlos Oliveira", "João Oliveira", ou ainda "Carlos Costa".